# Giải vô địch bóng đá trong nhà Đông Nam Á 2005
Giải vô địch bóng đá trong nhà Đông Nam Á 2005 (AFF Futsal Championship 2005) là một giải bóng đá giữa các đội tuyển bóng đá trong nhà các quốc gia Đông Nam Á do Liên đoàn bóng đá Đông Nam Á tổ chức tại Bangkok, Thái Lan từ ngày 2 đến ngày 7 tháng 5 năm 2005.

## Vòng bảng
| Đội tuyển   | số trận | thắng | hoà | thua | bàn thắng | bàn thua | điểm |
| ----------- | ------- | ----- | --- | ---- | --------- | -------- | ---- |
| Thái Lan    | 5       | 5     | 0   | 0    | -         | -        | 15   |
| Malaysia    | 5       | 3     | 1   | 1    | -         | -        | 10   |
| Brunei      | 5       | 3     | 1   | 1    | -         | -        | 10   |
| Indonesia   | 5       | 2     | 0   | 3    | -         | -        | 6    |
| Philippines | 5       | 1     | 0   | 4    | -         | -        | 3    |
| Việt Nam    | 5       | 0     | 0   | 5    | -         | -        | 0    |

## Tranh hạng 5
|  | v |  |
|  | - |  |
|  |   |  |

## Tranh hạng 3
|  | v |  |
|  | - |  |
|  |   |  |

## Chung kết
|  | v |  |
|  | - |  |
|  |   |  |

## Đội vô địch
| Vô địch giải bóng đá trong nhà Đông Nam Á 2005 Thái Lan Lần thứ hai |